# Cubocephalus cincticornis
Cubocephalus cincticornis är en stekelart som först beskrevs av Cresson 1864.  Cubocephalus cincticornis ingår i släktet Cubocephalus och familjen brokparasitsteklar. Inga underarter finns listade i Catalogue of Life.